# Арета II
Арета II, Арефа II или Харитат II (набат.: Ḥāritat), — второй известный царь Набатеи. Правил между 103 и 96 годами до н. э.
Во время упадка Птолемеев и Селевкидов, набатеи — к концу II века до н. э. — образовали могущественное государство; основателем его был Еротим. При Арете II отношение к Маккавеям изменилось: он хотел идти на помощь Газе, осаждённой Александром Яннаем. В конце концов Яннай был разбит преемником Ареты, Ободой I (90 год до н. э.).